# Polyporus
Polyporus là một chi nấm trong họ Polyporaceae family. Nó là một chi được sử dụng để sản xuất các protein đơn bào để thay thế thực phẩm giàu protein cho người và súc vật.

## Các loài
- Polyporus alveolaris
- Polyporus alveolarius
- Polyporus arcularius
- Polyporus badius
- Polyporus brumalis
- Polyporus ciliatus
- Polyporus corylinus
- Polyporus craterellus
- Polyporus cryptopus
- Polyporus dictyopus
- Polyporus gayanus
- Polyporus grammocephalus
- Polyporus guianensis
- Polyporus lepideus
- Polyporus leprieurii
- Polyporus leptocephalus
- Polyporus longiporus
- Polyporus ludovicianus
- Polyporus melanopus
- Polyporus meridionalis
- Polyporus mikawai
- Polyporus phyllostachydis, Sotome, T. Hatt. & Kakish.
- Polyporus pinsitus
- Polyporus pseudobetulinus
- Polyporus radicatus
- Polyporus rhizophilus
- Polyporus septosporus
- Polyporus squamosus
- Polyporus squamulosus
- Polyporus subvarius
- Polyporus tenuiculus
- Polyporus tessellatus
- Polyporus tricholoma
- Polyporus tuberaster, tuberous polypore

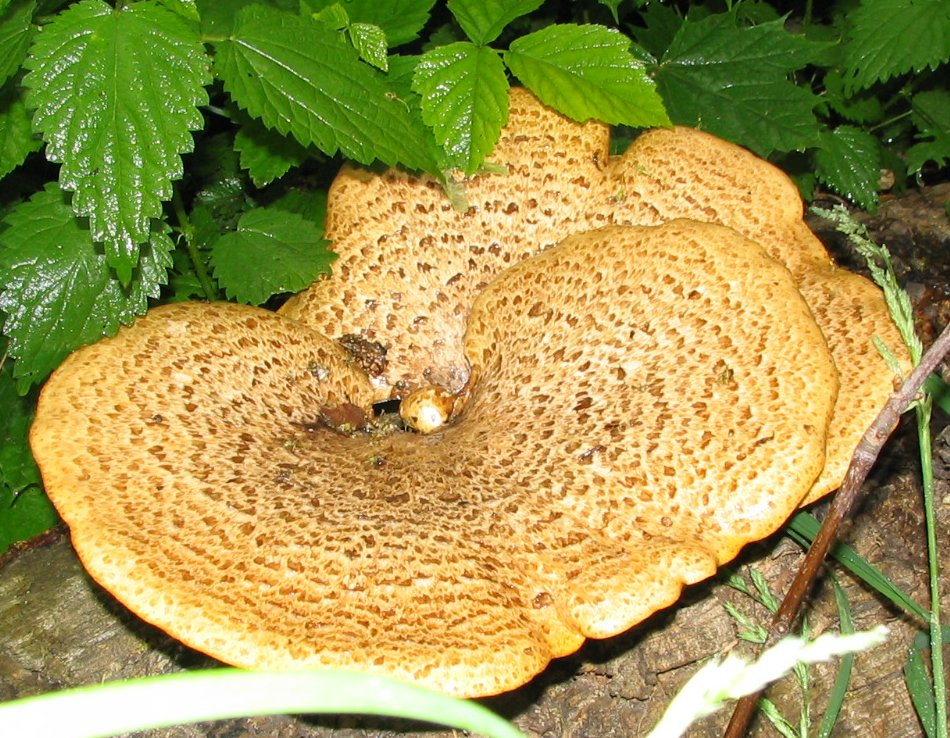
Polyporus squamosus

- Polyporus tubiformis
- Polyporus udus
- Polyporus umbellatus
- Polyporus varius
- Polyporus virgatus